# Chromatics
I Chromatics sono stati un gruppo musicale statunitense originario di Portland (Oregon) e attivo dal 2001.

## Storia del gruppo
La formazione iniziale del gruppo era composta da Adam Miller, Devin Welch, Michelle Nolan e Hannah Blilie. Dopo la pubblicazione del primo album, Chrome Rats vs. Basement Rutz (2003), tutti i membri del gruppo eccetto Miller lasciano il gruppo per formare gli Shoplifting.
Miller con una nuova line-up pubblica Plaster Hounds nel 2004. Nel periodo 2004-2005 la formazione del gruppo subisce diverse modifiche, fino a diventare un quartetto composto da Miller, Ruth Radelet, Johnny Jewel e Nat Walker. I diversi musicisti si impegnano almeno inizialmente anche in progetti paralleli quali i Desire e i Simmetry.
Nel 2007 pubblicano Night Drive, primo disco prodotto da Johnny Jewel e pubblicato dalla Italians Do It Better. Questo album segna un cambiamento radicale nello stile della band, che passa dal punk dei primi due album ad un synth pop vicino alla italo disco. Nello stesso anno (2007) viene pubblicato l'EP In Shining Violence, che include una cover di Bruce Springsteen. Partecipano inoltre alla compilation After Dark.
Nel 2010 pubblicano il singolo In the City e successivamente producono un brano presente nella colonna sonora originale del film Drive di Nicolas Winding Refn. 
Nel dicembre 2011 Jewel e Walker presentano Symmetry, progetto di musica sperimentale. Nel frattempo la band pubblica la title track del successivo album in studio, ossia Kill for Love, che viene pubblicato nel marzo 2012. Sempre nel 2012 partecipano alla colonna sonora del film Taken - La vendetta e alla compilation After Dark 2. Nel 2017, appaiono nella scena finale di un episodio di Twin Peaks The Return, Part 2 e Part 12 mentre suonano dal vivo.

## Formazione
- Ruth Radelet (voce, chitarra, sintetizzatore)
- Adam Miller (chitarra, vocoder)
- Nat Walker (batteria, sintetizzatore)
- Johnny Jewel (produzione, polistrumentista)

## Discografia

### Album
- 2003 - Chrome Rats vs. Basement Rutz
- 2004 - Plaster Hounds
- 2007 - Night Drive
- 2012 - Kill for Love
- 2017 - Cherry
- 2019 - Closer to Grey
- 2020 - Faded Now

### EP
- 2002 - Cavecare
- 2003 - Rat Life Vol.I
- 2004 - Rat Life Vol.II
- 2006 - Death Kiss
- 2006 - Nite
- 2007 - In Shining Violence
- 2010 - In the City
- 2012 - Into the Black
- 2013 - Cherry
- 2016 - Just Like You
- 2018 - Camera
- 2019 - The Sound of Silence

### Singoli
- 2002 - Arms Slither Away / Skill Fall
- 2002 - Beach of Infants
- 2003 - Ice Hatchets / Curtains
- 2005 - Healer / Witness
- 2011 - Kill for Love
- 2012 - Lady
- 2012 - Tick of the Clock
- 2012 - Cherry
- 2013 - These Streets Will Never Look the Same
- 2014 - Blue Moon
- 2015 - Yes (Love Theme From Lost River)
- 2015 - Just Like You
- 2015 - I Can Never Be Myself When You're Around
- 2015 - In Films
- 2015 - Shadow
- 2015 - Into the Black
- 2015 - Girls Just Wanna Have Fun
- 2018 - I'm on Fire
- 2018 - Looking for Love
- 2018 - Black Walls
- 2018 - Blue Girl
- 2019 - Time Rider
- 2019 - Petals
- 2020 - TOY
- 2020 - Famous Monsters
- 2020 - Teacher

### Colonne sonore
- 2011 - Tick of the Clock in Drive
- 2012 - Tick of the Clock in Taken - La vendetta
- Twin Peaks 3 finale episodio 2; Mark Frost e David Lynch

### Mixtape
- 2012 - Running From the Sun